# Poynings
Poynings är en ort och civil parish i Storbritannien.   Den ligger i grevskapet West Sussex och riksdelen England, i den södra delen av landet, 70 km söder om huvudstaden London. Poynings ligger 68 meter över havet och antalet invånare är 287.
Terrängen runt Poynings är huvudsakligen platt, men den allra närmaste omgivningen är kuperad. Runt Poynings är det mycket tätbefolkat, med 3 022 invånare per kvadratkilometer. Närmaste större samhälle är Brighton, 8,6 km sydost om Poynings. Trakten runt Poynings består till största delen av jordbruksmark.